# Ludwig Fels

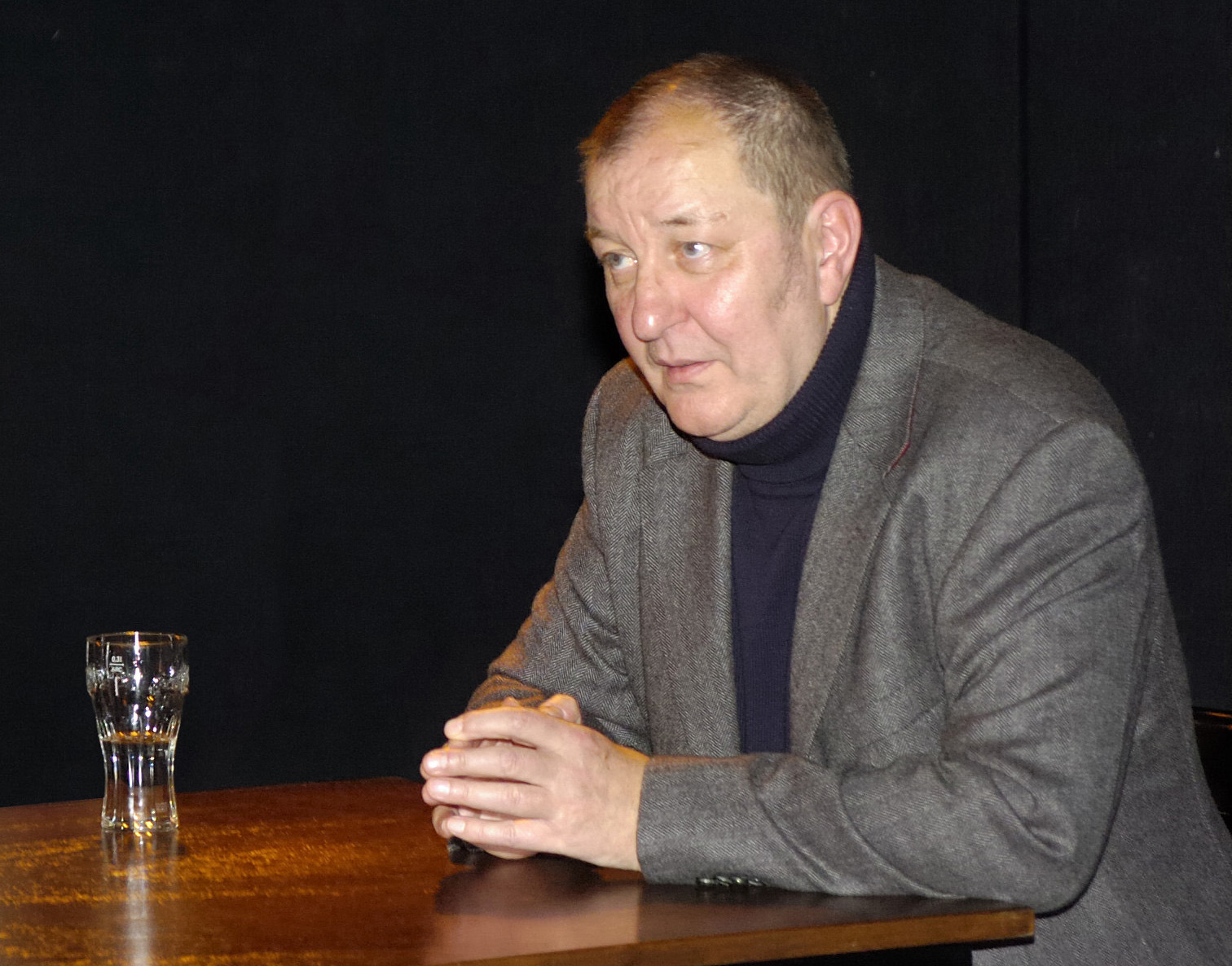
Ludwig Fels bei seiner Lesung aus dem Roman Reise zum Mittelpunkt des Herzens im Jahr 2007 in der „Blue Box“ des Staatstheaters Nürnberg

Ludwig Fels (* 27. November 1946 in Treuchtlingen; † 11. Januar 2021 in Wien) war ein deutscher Schriftsteller. Er lebte seit 1983 in Wien.

## Leben
Ludwig Fels wuchs in seinem Geburtsort Treuchtlingen, einer Kleinstadt in Franken, auf. Die gesellschaftliche Ausgrenzung, der er und seine Halbgeschwister als uneheliche Kinder ausgesetzt waren, und die prekäre Situation der Familie prägten seine Kindheit und Jugend. Er betrachtete sich als Außenseiter. In der Enge dieser Verhältnisse war die Lektüre der Schlüssel zu einer erträumten Welt. Aus Mangel an anderen Büchern stand zunächst die Bibel im Zentrum, der Schüler las jeden Tag seiner Mutter daraus vor.
Nach Abschluss der Volksschule wurde Fels zu einer Malerlehre gezwungen. Durch harte Arbeit sollte ihm sein Anderssein ausgetrieben werden. Doch die Literatur war existenziell für ihn geworden. Am Feierabend und an den Wochenenden schrieb er Gedichte. Die Malerlehre brach er kurz vor der Gesellenprüfung ab. Der zweite Bildungsweg war ihm verwehrt. Er arbeitete in Jobs, die gerade vakant waren, um die Familie finanziell zu unterstützen. In der Lyrik der Beat Generation und der Musik von Underground-Bands fand er sich wieder, vor allem die Musiker und Autoren um Allen Ginsberg waren prägend.
1970 heiratete er und zog mit seiner Frau nach Nürnberg.
1973 debütierte der 27-Jährige mit dem Gedichtband Anläufe, er erschien in der Reihe Luchterhand Typoskript. Dazu hielt Fels fest: „Ich habe den Unterschied zwischen Ehrentribüne und Stehplatz bemerkt, darum gibt es auch nicht die geringste Möglichkeit, meine Gedichte mit Kunst zu verwechseln. Ich bin kein ,Arbeiterdichter‘. Auch dieses Buch gehört zur Familie der Papierhelme, die zwar ein bisschen vor dem Regen schützt, aber niemals vor der Traufe.“
Dem Werkkreis Literatur der Arbeitswelt trat er zwar bei, doch da er sich nicht vereinnahmen lassen wollte, trat er schnell wieder aus. Er fühlte sich einer schonungslosen Wahrhaftigkeit verpflichtet, die Vorstellung einer Literatur, die operative Funktionen zu erfüllen hat, war und blieb ihm fremd.
1974 erschien der Erzählungsband Platzangst, 1975 sein erster Roman Die Sünden der Armut, in dem er mit expressionistischer Wucht, kühnen Metaphern und aphoristischen Zuspitzungen, der Wut über die in Kindheit und Jugend erlebte Misere Ausdruck verlieh.
Fels wurde 1981 Mitglied im PEN-Zentrum Deutschland.
Der Roman Ein Unding der Liebe erschien 1981 und wurde zu Ludwig Fels’ größtem Erfolg. Die Idee dazu entstand in Anlehnung an die Erzählungen eines Freundes, der als Koch im Restaurant des Nürnberger Hauptbahnhofs arbeitete. Der Protagonist Bleistein, der nicht geliebt wird und nicht lieben darf, der keinerlei Anerkennung findet, verliert zunehmend den Halt und gerät in eine Abwärtsspirale. Der Filmemacher Sohrab Shahid Saless schrieb 1982 dazu an Fels: „Ich habe Ihnen erzählt, dass ich ,Ein Unding der Liebeʻ mindestens dreimal gelesen habe. Jedes Mal intensiver gelesen und optischer gesehen. Georg Bleistein ist mittlerweile ein Freund von mir geworden. Wenn es ihn friert, friere ich mit ihm. Wenn er frühmorgens zur Arbeit geht, sitze ich mit ihm im Bus und sehe seinen Nacken an. Und als er ausbricht, weiß ich, dass Bleistein und ich beide nie mehr ein Zuhause finden werden.“ Saless erwarb die Filmrechte.
1983 zog Ludwig Fels mit seiner Frau nach Wien. Im selben Jahr wurde Lämmermann, sein erstes Theaterstück, in Hamburg uraufgeführt. In seiner lyrischen Wut, der expressiven Trauer und den satirischen Hassausfällen erinnere es an Wolfgang Borchert, so Hellmuth Karasek im „Spiegel“.
1987 erschien der Roman Rosen für Afrika, für den Saless wieder die Rechte erwarb.
In der autobiographischen Prosa Der Himmel war eine große Gegenwart. Ein Abschied (1990) schlug Fels leisere Töne an. Es geht um das lange Sterben der krebskranken Mutter, einer ehemaligen Bauernmagd, um die Fremde zwischen den beiden, den Versuch einer nachgetragenen Liebe und einer rettenden Phantasie: Die Mutter erscheint als „letztmöglicher Weg zurück in die Kindheit […] in der man nie war“. Und weiter heißt es: „Wenn du tot bist, bin ich nirgendwo daheim.“
1992 hatte die im Auftrag von Hans Joachim Kulenkampff entstandene Komödie Sturmwarnung in Frankfurt Premiere. Kulenkampff spielte das ihm auf den Leib geschriebene Stück zwei Jahre lang erfolgreich auf deutschen Tourneetheaterbühnen.
Nach etwas ruhigeren Jahren meldete sich Fels 2006 mit Reise zum Mittelpunkt des Herzens eindrucksvoll zurück. Der Roman erzählt von einer Liebe am Rande des Todes, es ist eine Dreieckskonstellation: Der schwerkranke Tom, seine Frau und sein bester Freund. Eifersucht und Misstrauen treffen auf Todesangst und unterhöhlen alles. Der Roman wurde für den Deutschen Buchpreis nominiert.
2009 folgt mit Die Parks von Palilula ein Tage- und Erinnerungsbuch. Es erzählt von Fels’ doppeltem Rettungsversuch: An einem afrikanischen Kind und an sich selbst. Im Versuch, dem Mädchen eine Zukunft zu ermöglichen, dringt er „tief hinunter in die Kasematten einer sich widerwillig demokratisch gebärdenden Gesellschaft“. Getragen ist dieser Bericht von der Utopie, einer Welt, die groß genug ist „für jeden Glauben, jede Rasse, jedes Volk“.
In Die Hottentottenwerft (2015) blickt Fels auf die kurze, aber gewalttätige deutsche Kolonialgeschichte, auf den Widerspruch zwischen zivilisatorischer Mission und ausgeübter Barbarei. Hier zeigt sich besonders deutlich, was für sein gesamtes, sprachgewaltiges Werk gilt: Es ist bestimmt vom Zorn über individuelle und strukturelle Unterdrückung in jeglicher Form. „Fels hatte nie ein (Schreib-)Programm, dafür immer eine Existenz. Seine Romane sind Desillusionierungs-Maschinen. Seine Stärke war, glaubhaft-schonungslose Biografien von Marginalisierten und Underdogs zu entwerfen. Ihnen gehörte seine Sympathie, ihren Träumen baute er sprachmächtig Tabernakel aus Poesie“, wie Hans-Peter Miksch schrieb.
Sein letzter Roman Mondbeben, wurde von der Kritik als spätes Echo auf Ein Unding der Liebe gelesen, doch es ist kein mildes Alterswerk, noch einmal hält Fels der Gesellschaft den Spiegel vor. Mit seinem letzten Gedichtband Dou di ned o kehrt er in die Sprache seiner Kindheit zurück.
„Insbesondere mit seinen Gedichten“, so Mattias Ehlers in seinem Nachruf, „hat Ludwig Fels es über die Jahre geschafft, dem Bildungsbürgertum die alleinige Definitionshoheit über Lyrik zu entreißen, wovon etliche Gedichtbände zeugen. Auch wenn es ein abgegriffener Topos ist: Mit Ludwig Fels verliert die deutschsprachige Literatur einen wahrhaft großen Dichter.“
Ludwig Fels starb im Januar 2021 im Alter von 74 Jahren in Wien. Er war verheiratet und hatte eine Tochter.

## Auszeichnungen und Ehrungen
- 1973 Förderungspreis der Stadt Nürnberg
- 1979 Leonce-und-Lena-Preis
- 1979 Preis der SWR-Bestenliste
- 1981 Preis der Stadt Nürnberg
- 1983 Hans-Fallada-Preis der Stadt Neumünster
- 1984 Hörspiel des Monats Oktober mit Frau Zarik
- 1985/86 Stadtschreiber von Bergen
- 1987 Villa-Massimo-Stipendium
- 1989 Hörspiel des Monats
- 1989 Stadtschreiber der Stadt Otterndorf
- 1990 Andreas-Reischek-Preis
- 1991 Premios Ondas für Friedhof der Namenlosen
- 1992 Kranichsteiner Literaturpreis
- 1995 Johann-Alexander-Döderlein-Kulturpreis[17]
- 2000 Elias-Canetti-Stipendium
- 2000 Otto Braun-Ehrengabe der Deutschen Schillerstiftung
- 2004 Wolfgang-Koeppen-Preis
- 2004 Dramatiker Stipendium der Stadt Wien[18]
- 2006 Nominierung für den Deutschen Buchpreis mit Reise zum Mittelpunkt des Herzens
- 2009 Literaturpreis der Wilhelm und Christine Hirschmann-Stiftung
- 2011 Wolfram-von-Eschenbach-Preis

- 2015 Nominierung zum Hörspiel des Monats September mit Der Himmel war eine große Gegenwart
- 2020 Nominierung zum Österreichischen Buchpreis mit Mondbeben
- 2021 Sonderpreis zum August-Graf-von-Platen Literaturpreis (postum)

## Werke

### Lyrik
- Anläufe. Luchterhand, Darmstadt; Neuwied 1973.
- Ernüchterung: Gedichte. Renner, Erlangen; Berlin 1975.
- Alles geht weiter: Gedichte. Luchterhand, Darmstadt; Neuwied 1977, ISBN 3-472-86443-5.
- Ich war nicht in Amerika. Renner, Erlangen 1978, ISBN 3-921499-15-1.
- Ludwig Fels. Damnitz, München 1979, ISBN 3-88112-08-1.
- Vom Gesang der Bäuche: ausgewählte Gedichte; 1973-1980. Luchterhand, Darmstadt; Neuwied 1980, ISBN 3-472-61314-9.
- Ich bau aus der Schreibmaschine eine Axt: Gedichte und Geschichten. Aufbau-Verlag, Berlin; Weimar 1980.
- Der Anfang der Vergangenheit: Gedichte. Piper Verlag, München; Zürich 1984, ISBN 3-492-02932-9.
- Blaue Allee, versprengte Tataren: Gedichte. Piper Verlag, München; Zürich 1988, ISBN 3-492-03284-2.
- Egal wo das Ende der Welt liegt: Gedichte. Jung und Jung Verlag, Salzburg, Wien 2010, ISBN 978-3-902497-79-6.
- Letzter Versuch, die Welt zu umrunden. Ed. Thurnhof, Horn 2012, ISBN 978-3-900678-21-0.
- Hinterm Spiegel: Für Alfons Schilling, 19. Juni 2013. Freipresse, Bludenz 2013.
- Dou di ned o: Mundartlyrik. ars vivendi Verlag, Cadolzburg 2020, ISBN 978-3-7472-0194-7.
- Mit einem Vorwort von Oskar Roehler und einem Nachwort von Bernadette Conrad: Mit mir hast du keine Chance: Gedichte 1973-2018. Jung und Jung, Salzburg 2023, ISBN 978-3-99027-278-7.

### Erzählungen und Romane
- Platzangst: Geschichten. Luchterhand, Darmstadt; Neuwied 1974, ISBN 3-472-87025-7.
- Die Sünden der Armut. Luchterhand, Darmstadt; Neuwied 1975, ISBN 3-472-61202-9.
- Mein Land: Geschichten. Luchterhand, Darmstadt; Neuwied 1978, ISBN 3-472-86468-0.
- Ein Unding der Liebe. Luchterhand, Darmstadt; Neuwied 1981, ISBN 3-472-86523-7.
- Kanakenfauna: 15 Berichte. Luchterhand, Darmstadt; Neuwied 1982, ISBN 3-472-86558-X.
- Betonmärchen: Prosa. Luchterhand, Darmstadt; Neuwied 1983, ISBN 3-472-61489-7.
- Die Eroberung der Liebe: Heimatbilder. Piper Verlag, München; Zürich 1985, ISBN 3-492-02930-2.
- Rosen für Afrika. Piper Verlag, München; Zürich 1987, ISBN 3-492-03158-7.
- Der Himmel war eine große Gegenwart: Ein Abschied. Piper Verlag, München; Zürich 1990, ISBN 3-492-03429-2.
- Bleeding heart. Piper Verlag, München; Zürich 1993, ISBN 3-492-03702-X.
- Mister Joe. Luchterhand, München 1997, ISBN 3-630-86972-6.
- Krums Versuchung. Europa Verlag, Hamburg; Wien 2003, ISBN 3-203-77150-0.
- Reise zum Mittelpunkt des Herzens. Jung und Jung, Salzburg 2006, ISBN 3-902497-05-X.
- Die Parks von Palilula. Jung und Jung, Salzburg 2009, ISBN 978-3-902497-57-4.
- Die Hottentottenwerft. Jung und Jung, Salzburg; Wien 2015, ISBN 978-3-99027-062-2.
- Mondbeben. Jung und Jung, Salzburg; Wien 2020, ISBN 978-3-99027-241-1.
- Ein Sonntag mit mir und Bier. Selbstporträt im Gastgarten. Jung und Jung, Salzburg 2025, ISBN 978-3-99027-414-9.

### Theaterstücke
- Lämmermann. Verlag der Autoren, Frankfurt am Main 1983, ISBN 3-88661-038-1.
- Der Affenmörder. Verlag der Autoren, Frankfurt am Main 1985, ISBN 3-88661-044-6.
- Soliman: Lieblieb; Zwei Stücke. Verlag der Autoren, Frankfurt am Main 1991, ISBN 3-88661-119-1.
- Sturmwarnung: Theaterstück. Verlag der Autoren, Frankfurt am Main 1992, ISBN 3-88661-138-8.
- Die Hochzeit von Sarajevo. Verlag der Autoren, Frankfurt am Main 1995.
- Corpus Christi, Texas, Good Friday. Verlag der Autoren, Frankfurt am Main 1996.
- Öl auf dem Mond. 2000
- Tillas Tag. 2002

### Hörspiele
- Kaputt oder Ein Hörstück aus Scherben. 1973
- Die bodenlose Freiheit des Tobias Vierklee oder Stadtrundgang. 1974
- Lehm. 1975
- Der Typ. 1977
- Wundschock. 1979
- Vor Schloß und Riegel. 1980
- Mary. 1980
- Frau Zarik. 1984
- Heldenleben. 1985
- Lämmermann. 1985
- Ich küsse Ihren Hund, Madame. 1987
- Soliman. 1989
- Schwarzer Pilot. 1989
- Nach diesen kalten Sommern der Liebe. 1997
- Der tausendundzweite Tag. 1997
- Nachts an den Feuern – Calamity Jane. 2000
- Öl auf dem Mond. 2000
- Robot. 2000
- Keiche. 2001
- Lappen hoch! Eine Theaterschwadronade. 2003
- Jack kommt dann vorbei, um uns zu fotografieren. 2006
- Hello, I’m Glen Sherley. 2006
- Freetown nonstop – Ein Verwirrspiel mit ungleichen Paaren. 2009
- Der Himmel war eine große Gegenwart – Ein Abschied. 2015, Hessischer Rundfunk, Bearbeitung und Regie: Ulrich Lampen
- Was siehst du? Die Nacht!. 2021